# Leichtathletik-Europameisterschaften 1998/400 m Hürden der Frauen

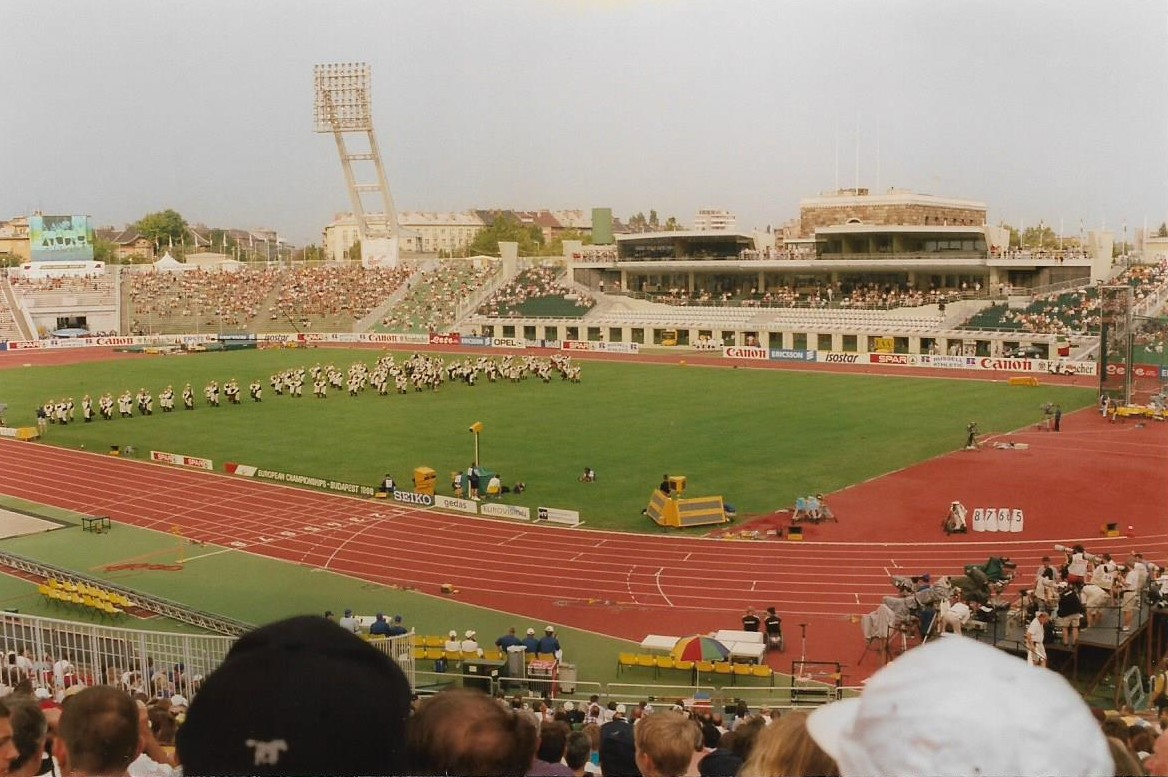
Das Népstadion von Budapest im Jahr 1998

Der 400-Meter-Hürdenlauf der Frauen bei den Leichtathletik-Europameisterschaften 1998 wurde am 19. und 21. August 1998 im Népstadion der ungarischen Hauptstadt Budapest ausgetragen.
Europameisterin wurde die Rumänin Ionela Târlea. Die Ukrainerin Tetjana Tereschtschuk errang die Silbermedaille. Bronze ging an die deutsche EM-Zweite von 1994 Silvia Rieger.

## Bestehende Rekorde
| Weltrekord           | 52,61 s | Kim Batten       | Göteborg, Schweden           | 11. August 1995 |
| Europarekord         | 52,74 s | Sally Gunnell    | WM Stuttgart, Deutschland    | 19. August 1993 |
| Meisterschaftsrekord | 53,32 s | Marina Stepanowa | EM Stuttgart, BR Deutschland | 30. August 1986 |

Die rumänische Europameisterin Ionela Târlea verfehlte den bestehenden EM-Rekord im Finale am 21. August um nur fünf Hundertstelsekunden.
Im Finale am 21. August wurden drei neue Landesrekorde aufgestellt:
- 53,37 s – Ionela Târlea, Rumänien
- 54,59 s – Guðrún Arnardóttir, Island
- 54,62 s – Ester Goossens, Niederlande

## Legende
| NR | Nationaler Rekord |

## Vorrunde
19. August 1998
Die Vorrunde wurde in drei Läufen durchgeführt. Die ersten beiden Athletinnen pro Lauf – hellblau unterlegt – sowie die darüber hinaus zwei zeitschnellsten Läuferinnen – hellgrün unterlegt – qualifizierten sich für das Finale.

### Vorlauf 1

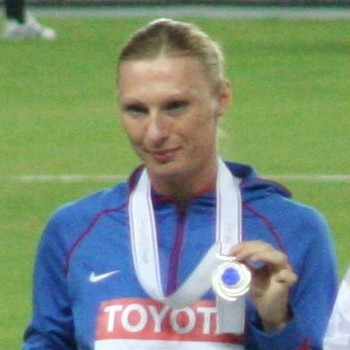
Julija Petschonkinas Erfolge sollten noch kommen – hier schied sie als Siebte ihres Vorlaufs aus

| Platz | Name                  | Nation      | Zeit (s) |
| ----- | --------------------- | ----------- | -------- |
| 1     | Silvia Rieger         | Deutschland | 54,50    |
| 2     | Tetjana Tereschtschuk | Ukraine     | 54,65    |
| 3     | Ester Goossens        | Niederlande | 54,85    |
| 4     | Petra Söderström      | Finnland    | 56,23    |
| 5     | Tazjana Kurotschkina  | Belarus     | 57,05    |
| 6     | Meta Mačus            | Slowenien   | 57,28    |
| 7     | Julija Petschonkina   | Russland    | 58,26    |
| 8     | Orsolya Dóczi         | Ungarn      | 58,76    |

### Vorlauf 2
| Platz | Name                  | Nation      | Zeit (s) |
| ----- | --------------------- | ----------- | -------- |
| 1     | Ionela Târlea         | Rumänien    | 54,89    |
| 2     | Guðrún Arnardóttir    | Island      | 55,21    |
| 3     | Ulrike Urbansky       | Deutschland | 55,63    |
| 4     | Jekaterina Bachwalowa | Russland    | 55,69    |
| 5     | Frida Svensson        | Schweden    | 56,55    |
| 6     | Ann Mercken           | Belgien     | 57,39    |
| 7     | Lara Rocco            | Italien     | 57,51    |
| 8     | Rikke Ronholt         | Dänemark    | 58,55    |

### Vorlauf 3

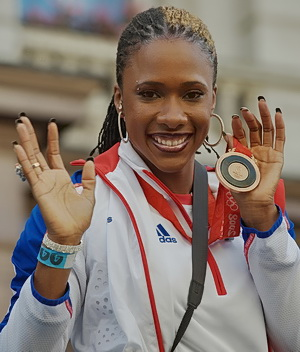
Tasha Danvers (hier mit Olympiabronze 2008) erreichte als Sechste ihres Vorlaufs nicht das Finale

| Platz | Name                 | Nation         | Zeit (s) |
| ----- | -------------------- | -------------- | -------- |
| 1     | Susan Smith          | Irland         | 55,65    |
| 2     | Anna Knoros          | Russland       | 55,68    |
| 3     | Judit Szekeres       | Ungarn         | 55,86    |
| 4     | Gesine Schmidt       | Deutschland    | 56,40    |
| 5     | Monika Niederstätter | Italien        | 56,74    |
| 6     | Tasha Danvers        | Großbritannien | 57,19    |
| 7     | Mari Bjone           | Norwegen       | 58,13    |
| 8     | Florence Delaune     | Frankreich     | 59,01    |

## Finale

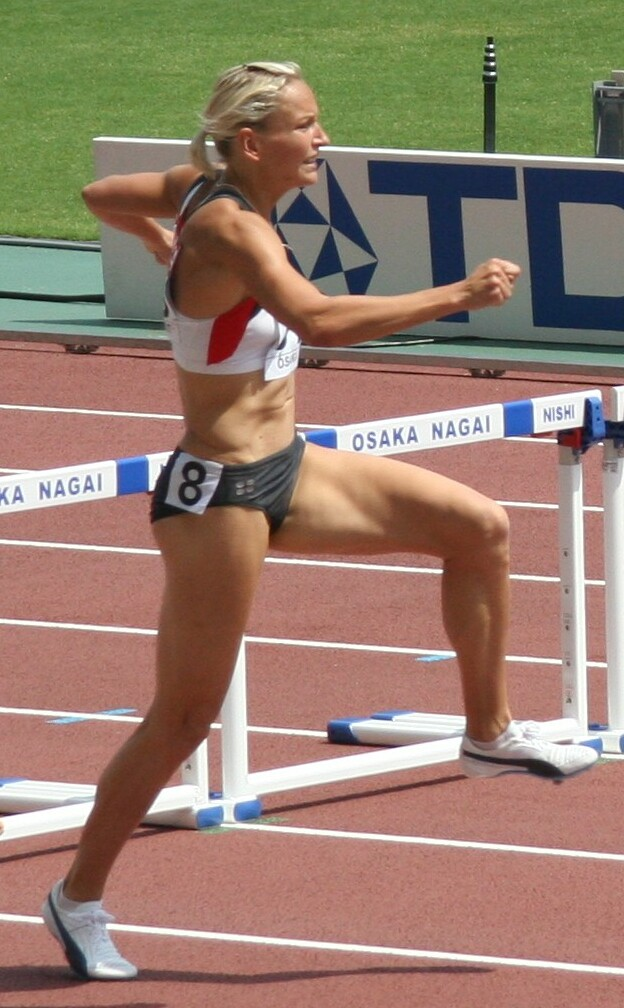
Ulrike Urbansky (im Jahr 2007) erreichte Platz sechs
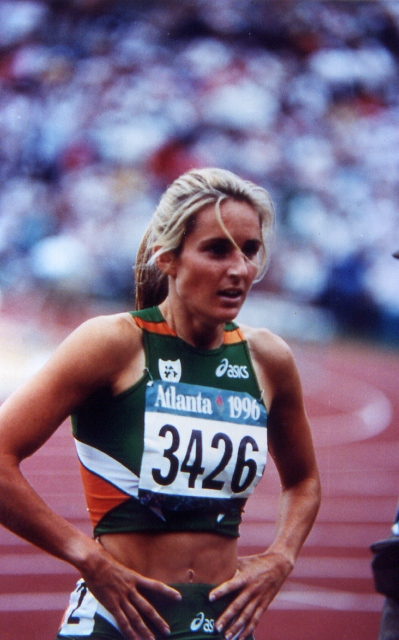
Susan Smith, spätere Susan Smith-Walsh, wurde Achte in diesem Finale

21. August 1998
| Platz | Name                  | Nation      | Zeit (s) |
| ----- | --------------------- | ----------- | -------- |
| 1     | Ionela Târlea         | Rumänien    | 53,37 NR |
| 2     | Tetjana Tereschtschuk | Ukraine     | 54,07    |
| 3     | Silvia Rieger         | Deutschland | 54,45    |
| 4     | Guðrún Arnardóttir    | Island      | 54,59 NR |
| 5     | Ester Goossens        | Niederlande | 54,62 NR |
| 6     | Ulrike Urbansky       | Deutschland | 55,38    |
| 7     | Anna Knoros           | Russland    | 55,47    |
| 8     | Susan Smith           | Irland      | 55,61    |